# Подлесок
Подле́сок — группа растений в лесу, произрастающих в тени деревьев, которые образуют древесный полог. Состоит из кустарников и низких деревьев, которые никогда не вырастают до высоты основного древостоя, чем отличаются от подроста. Подлесок в широколиственных и смешанных лесах чаще всего состоит из малины, лещины, бересклета, крушины, можжевельника и рябины, а в мелколиственных, темнохвойных и светлохвойных лесах в его состав входят ольха, карликовая берёза и карликовая ива. Кизил и падуб также, как правило, входят в подлесок.
До подлеска доходит гораздо меньше света, поэтому образующие его растения тенелюбивы и выполняют фотосинтез при ограниченном освещении. В смешанных лесах листья верхнего яруса появляются позже, чем у подлеска, что даёт возможность растениям нижнего яруса фотосинтезировать без затенения пологом. Этот короткий период (1—2 недели) позволяет растениям подлеска поддерживать углеродный баланс на протяжении всего года.
Влажность в подлеске также выше, чем на открытых участках. Полог задерживает солнечное излучение, уменьшая температуру поверхности земли и, соответственно, интенсивность испарения. Высокая влажность позволяет расти грибам и другим редуцентам. Благодаря этому подлесок играет большую роль в жизни леса — влияет на формирование стволов деревьев, способствует очищению их от сучьев, а также влияет на микроклимат и почву леса. В водоохранных лесах подлесок скрепляет почву и защищает берега озёр и рек от размыва.